# Бодров, Алексей Федотович

Курсант А. Ф. Бодров

Алексей Федотович Бодров (1923—1945) — советский офицер-танкист, Герой Советского Союза (1945, посмертно).
В ходе Висло-Одерской операции Великой Отечественной войны командир танка 1-й гвардейской танковой бригады гвардии младший лейтенант А. Ф. Бодров проявил мужество и героизм при форсировании реки Пилица и удержании плацдарма на её западном берегу у города Нове-Място. 16 января 1945 года в числе передового отряда совместно с экипажами гвардии младшего лейтенанта В. П. Тегенцева и гвардии лейтенанта И. П. Гапона первыми ворвались в Нове-Място-над-Пилицей, где около 8-ми часов в окружении вели уличные бои с превосходящими силами противника. В этом бою погиб.

## Биография
Родился в 1923 году в деревне Татинки Епифанского уезда Тульской области в крестьянской семье. Русский. Образование незаконченное среднее. Работал в Москве на станции Москва-Бутырская.
После начала Великой Отечественной войны в декабре 1941 года призван в РККА Октябрьским райвоенкоматом Москвы. В действующей армии с 27 июля 1942 года. В период с 30 июля по 23 августа в составе 118-й стрелковой дивизии 31-й армии Западного фронта сержант А. Ф. Бодров участвовал в Первой Ржевско-Сычёвской операции. В ходе операции 23 августа советские войска освободили город Зубцов Калининской области (в 25 км от Ржева). Затем в сентябре-октябре 1942 года участвовал в непрерывных боях местного значения на Ржевско-вяземском выступе восточнее реки Осуга. За отличие в этих боях был награждён медалью «За отвагу».
В ноябре—декабре 1942 года участвовал в наступательной операции «Марс» (Вторая Ржевско-Сычёвская операция), в ходе которой 118-я стрелковая дивизия безуспешно пыталась прорвать оборону немецкого 39-го танкового корпуса в районе рек Вазуза и Осуга.
В 1944 году окончил Харьковское танковое училище (Чирчик, Узбекистан). 31 декабря 1944 года гвардии младший лейтенант А. Ф. Бодров направлен на 1-й Белорусский фронт командиром танка Т-34 2-го танкового батальона 1-й гвардейской танковой бригады 8-го гвардейского механизированного корпуса, сосредоточенного на Магнушевском плацдарме за рекой Висла (Польша).
В 1945 году в составе 1-й гвардейской танковой бригады командир танка А. Ф. Бодров участвовал в Висло-Одерской операции. Войдя в прорыв с Магнушевского плацдарма, 15 января 1945 года части бригады прошли за два дня более 200 км, освободив ряд населённых пунктов Польши.

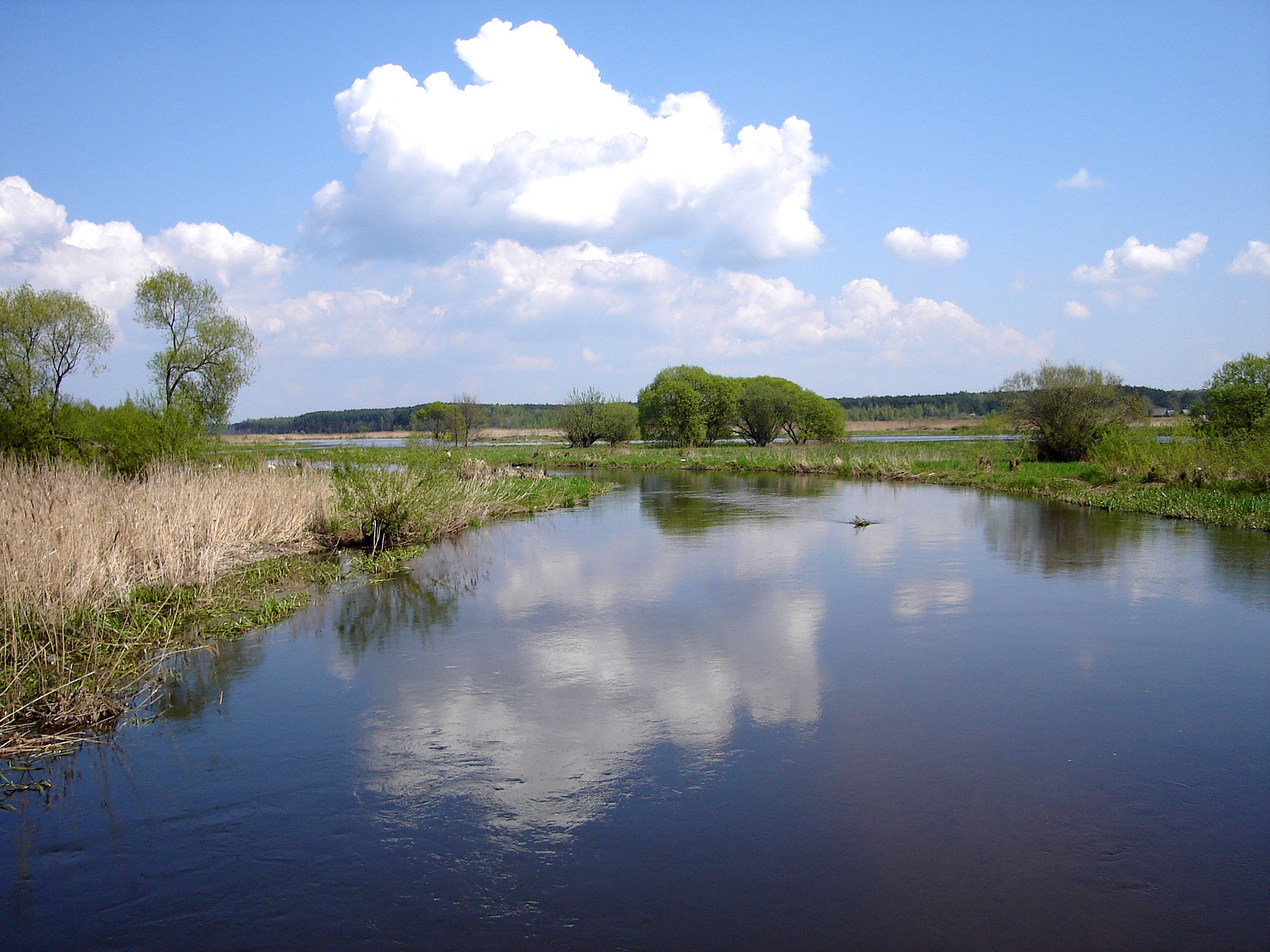
Река Пилица

16 января рота танков гвардии старшего лейтенанта И. В. Головина, в составе которой был танк А. Ф. Бодрова, первой форсировала реку Пилица в районе польского города Нове-Място, не дав противнику использовать подготовленные оборонительные сооружения на западном берегу реки.
На улицах города Нове-Място завязался восьмичасовой бой с тремя передовыми танками бригады, которые успели проскочили через взорванный мост. Танк А. Ф. Бодрова уничтожил бронетранспортёр, три тягача, одно орудие и до роты пехоты противника. Однако бой начал складываться не в пользу советских танкистов. Первым немецкие солдаты подожгли танк Алексея Бодрова. Все члены экипажа (механик-водитель гвардии старший сержант И. Ф. Котарев, заряжающий — гвардии сержант Ф. И. Коробов, радист-пулемётчик Е. Е. Суровцев) и сам А. Ф. Бодров были ранены. Придя в сознание, Бодров увидел, что машина окружена солдатами противника. Превозмогая боль, командир бросил из башенного люка горящей машины несколько гранат в немецких солдат и открыл огонь из автомата. Вёл бой, пока не был убит.
Вошедшие в город мотострелки 19-й гвардейской механизированной бригады увидели танк Бодрова на центральной площади. Котарев, Суровцев и Коробов были эвакуированы в тыл, А. Ф. Бодров сгорел в танке.
Указом Президиума Верховного Совета СССР от 27 февраля 1945 года за отвагу и мужество, проявленные при форсировании реки Пилицы гвардии младшему лейтенанту Бодрову Алексею Федотовичу посмертно присвоено звание Героя Советского Союза.

## Награды и звания
- Герой Советского Союза (27 февраля 1945, посмертно)
- орден Ленина (27 февраля 1945, посмертно)
- медаль «За отвагу» (1 февраля 1942[5])

## Память

Стела «Тулякам — Героям Советского Союза» с именем А. Ф. Бодрова в Туле

Его именем названа одна из улиц города Кимовска. Имя героя увековечено на стеле в честь туляков — Героев Советского Союза в Туле.